# فیزا (فیلم ۲۰۰۰)
فیزا (انگلیسی: Fiza) فیلمی هندی به کارگردانی خالد محمد است که در سال ۲۰۰۰ منتشر شد. از بازیگران آن می‌توان به ریتیک روشن، جایا باچان، کاریسما کاپور، شبانا رضا و سوشمیتا سن اشاره کرد.